# Anchnesmerire II
|                |   |   |   |
| \| \| \| \| \| |   |   |   |
|                |   |   |   |
| p              | p | i | i |

| p | p | i | i |

|                |   |   |   |
| \| \| \| \| \| |   |   |   |
|                |   |   |   |
| p              | p | i | i |

| p | p | i | i |

|                |   |   |   |
| \| \| \| \| \| |   |   |   |
|                |   |   |   |
| p              | p | i | i |

| p | p | i | i |

|                |   |   |   |
| \| \| \| \| \| |   |   |   |
|                |   |   |   |
| p              | p | i | i |

| p | p | i | i |

Anchnesmerire II, Anchnespepi II – żona władcy starożytnego Egiptu Pepiego I z VI dynastii.
Była córką dostojnika górnoegipskiego, prawdopodobnie nomarchy z Abydos. Jej siostrą była Anchnesmerire I, bratem Dżau, a synem jej i Pepiego I był Pepi II.
Była trzecią z kolei żoną Pepiego I, po Nubunet, oskarżonej o spisek przeciwko mężowi, i swojej starszej siostrze Anchnesmerire I, która zmarła przedwcześnie. Jej pierwotne imię brzmiało Nebet, imię Anchnesmerire było imieniem koronacyjnym. Otrzymała ona od swojego męża tytuł wezyra, który najprawdopodobniej był tylko tytułem honorowym, niemniej był to przypadek niezwykły w historii Egiptu tego okresu (Schneider). W początkowym okresie rządów swojego syna (do osiągnięcia przez niego pełnoletniości) sprawowała funkcję regentki.
Pochowana została w piramidzie w Sakkarze, w pobliżu piramidy swojego męża.